# Esztergom (distrikt)
Esztergom är ett distrikt i Ungern. Det ligger i provinsen Komárom-Esztergom, i den nordvästra delen av landet, nordväst om huvudstaden Budapest.